# Zakharivka (huyện)
Huyện Zakharivka (tiếng Ukraina: Захарівський район, chuyển tự: Zaharivs’kyi raion) là một huyện của tỉnh Odessa thuộc Ukraina. Huyện Zakharivka có diện tích 956 km², dân số theo điều tra dân số ngày 5 tháng 12 năm 2001 là 20944 người với mật độ 22 người/km2. Trung tâm huyện nằm ở Frunzivka.